# پایکریت

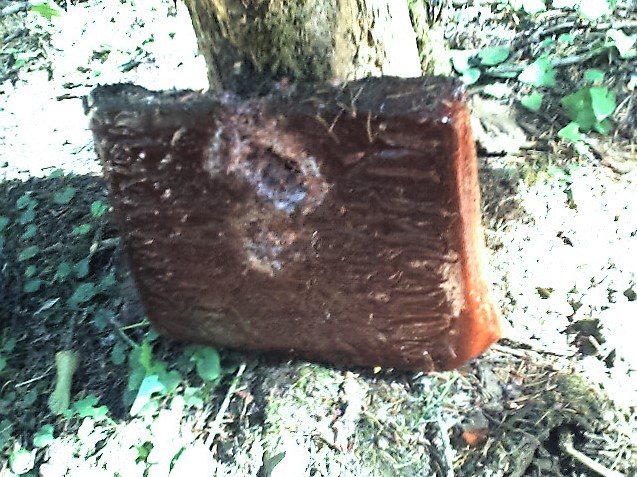
یک ورقه پایکریت

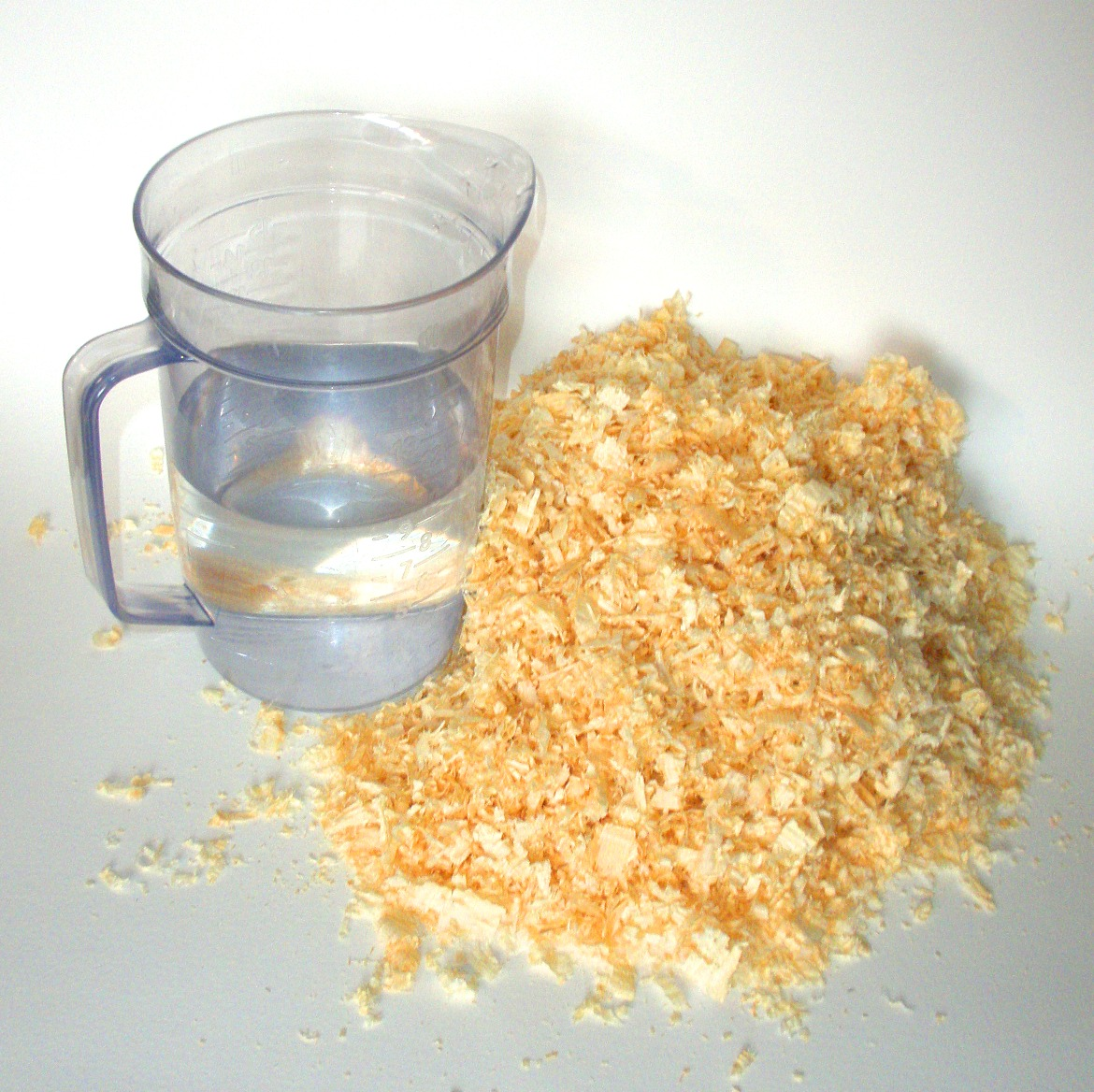
پایکریت از خاک اره و آب تشکیل می‌شود.

پایکریت یک آلیاژ یخ منجمد است که در اصل تقریباً از ۱۴ درصد وزنی خاک‌اره یا شکل دیگری از تفاله چوب و ۸۶ درصد وزنی یخ ساخته شده‌است. پایکریت دارای خواص غیر معمول شامل نرخ ذوب نسبتاً آهسته ناشی از هدایت گرمایی پایین، همچنین قدرت و سختی بهتر نسبت به یخ معمولی است. این خواص فیزیکی می‌تواند مواد قابل قیاس با بتن را تا زمانی که ماده خشک نگه‌داشته شود، بسازند. پایکریت کمی سخت‌تر از بتن است، زیرا در طول فرایند انجماد گسترش می‌یابد. این مخلوط می‌تواند به هر شکلی قالب شود و یخ زده شود؛ و تا زمانی که در دمای انجماد یا زیر دمای انجماد نگه‌داشته شود، ماندگار است. در پایکریت مقاومت در برابر خزش تدریجی یا فرو رفتگی تدریجی با کاهش دما تا ۱۵ درجه سانتیگراد، افزایش می‌یابد.

## تاریخچه
در طول جنگ جهانی دوم، نیروهای متفقین دچار کمبود منابع ضروری به ویژه فولاد بودند. در همان زمان؛ استفاده از پایکریت توسط جفری پایک به عنوان یک ماده احتمالی مناسب برای ساخت یک ناو هواپیمابر عظیم و غرق نشدنی به نیروی دریایی سلطنتی پیشنهاد شد. این ایده (هرگز تحقق نیافته) زمینه‌ساز ایجاد پروژه هاباکوک شد و شامل ساختن یک جزیره شناور به جای قایق بود که در جاهایی با آب و هوای بسیار سرد مورد استفاده قرار گیرد. اگرچه مجوز انجام پروژه‌های مقدماتی کوچک داده شد، اما پروژه هاباکوک هرگز به اتمام نرسید زیرا در واقع جنگ ضد زیردریایی با توسعه سونار و تاکتیک‌های پیشرفته برای مقابله با زیردریایی‌ها به پیروزی رسید.

## پس از جنگ جهانی دوم
مفاهیم جدید برای پایکریت گاهی در میان معماران، مهندسین، معمولاً در ارتباط با پتانسیل آن برای ساختمان‌سازی یا بهبود آن با استفاده از مواد فوق قوی مثل کامپوزیت مصنوعی یا کولار است.
در سال ۱۹۸۵، پایکریت برای یک اسکله در بندر اسلو در نظر گرفته شد. با این حال، این ایده بعداً بخاطر غیرقابل اعتماد بودن در دنیای واقعی به تعویق افتاد.
در سال ۲۰۱۱، دانشگاه صنعتی وین با موفقیت یک گنبد یخی پایکریت با قطر۱۰ متر را ساخت.
آن‌ها با استفاده از ویژگی‌های طبیعی یخ و قدرت آن، از یک روش اصلی ژاپنی برای اسپری کردن یخ بر روی یک بادکنک استفاده کردند. در این ساختار سه ماه طول کشید تا نور خورشید شروع به ذوب شدن یخ کند.
محققی به نام یوهان کالگر، از دانشگاه تکنولوژی وین فکر می‌کند که روش جدید جایگزین او، راحت تر است.
برای ساخت یک ساختار ساده، کالگر و همکارانش ابتدا یک بشقاب ۸ اینچی (200 mm) از یخ را به ۱۶ قسمت تقسیم کردند.
برای تبدیل این بخش‌ها به یک منحنی شبیه به گنبد، محققین به رفتار مقاومت به خزش یخ تکیه کردند. اگر فشار بر روی یخ اعمال شود، به آرامی شکل خود را بدون شکستن تغییر می‌دهد. محققان می‌گویند یکی از مکانیزم‌های حرکت یخچال‌های طبیعی به نام خزش ناپایدار نیز به‌طور مشابه عمل می‌کند.

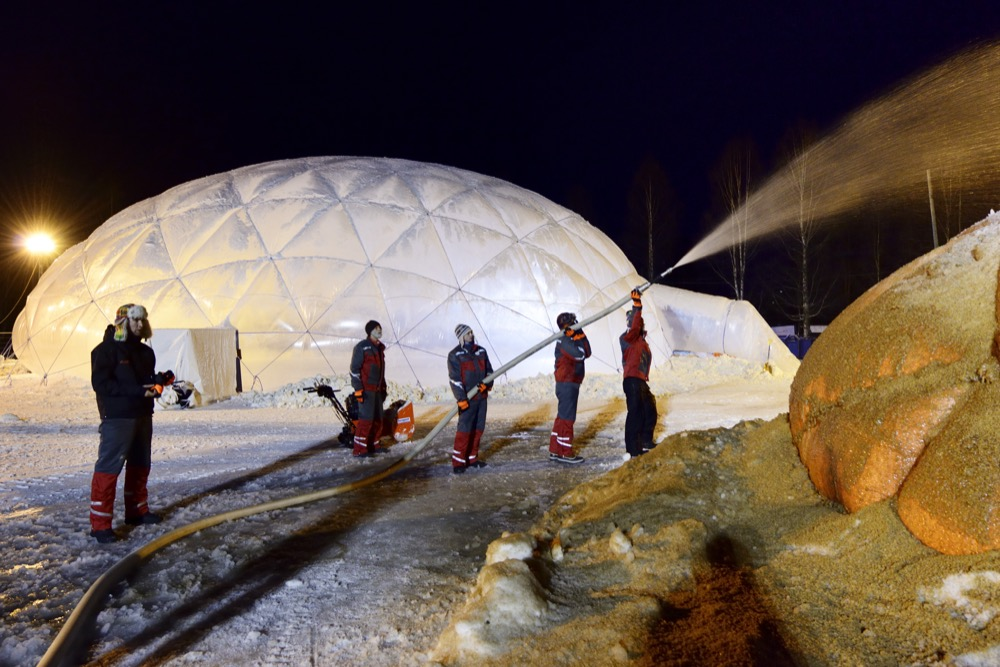
ساخت گنبد یخی تقویت‌شده با پایکریت توسط دانشگاه تکنولوژی آیندهوون

دانشگاه فناوری آیندهوون در سال ۲۰۱۴ روی یک پروژه معماری پایکریت در فنلاند کار کرد که شامل یک گنبد یخی و یک مدل پایکریت در مقیاس" ساگرادا فامیلیا " می‌باشد.
آن‌ها تلاش کردند تا بزرگ‌ترین گنبد یخی را در دنیا بسازند. به دلیل خطای انسانی، درپوش یک کمپرسور که بالون را نگه‌داشته بود، کشیده شد و منجر به تهی شدن بالون شد. گروهی از دانشجویان هلندی به سرعت بالن را دوباره پر کردند و قسمتی از گنبد را که فرو ریخته بود، دوباره بازسازی کردند. آن‌ها به ساخت خود ادامه دادند و در نهایت گنبد را برای عموم باز کردند. با این حال؛ در عرض چند روز، سقف چکه کرد؛ که البته در آن زمان هیچ بازدید کننده‌ای در محل وجود نداشت.

## ویژگی‌های مکانیکی
در جدول زیر سه ویژگی مکانیکی پایکریت و یخ و بتن مقایسه شده‌است:
| ویژگی‌های مواد               | یخ    | بتن   | پایکریت |
| --------------------------- | ----- | ----- | ------- |
| مقاومت کششی (مگا پاسکال)    | ۱٫۱۰۳ | ۱٫۷۲۴ | ۴٫۸۲۶   |
| چگالی (کیلوگرم بر متر مکعب) | ۹۱۰   | ۲۵۰۰  | ۹۸۰     |